# العنصر (ولاية وهران)
تقع بلدية العنصر غرب مدينة وهران بالجزائر، وهي مدينة سياحية بالدرجة الأولى إذ يوجد بها أحد أجمل المركبات السياحية بالجزائر وهو مركب الأندلسيات، مما يجعلها قبلة للسواح من كل أنحاء الوطن وحتى من خارجه.
تعرف مدينة العنصر تطورا متسارعا خلال السنوات العشر الماضية منذ 2000، في انجاز المرافق السياحية والفنادق ذات الخدمة الممتازة جعل منها مدينة لا تعرف النوم خاصة خلال موسم الصيف حيث تكثر الافراح والليالى الملاح.كما تشهد البلدية طفرة في مجال الاستثمار في السياحة بالدرجة الأولى وفي المجال الفلاحي لما تتوفر على مساحات فلاحية كبيرة كما يوجد بها مقلع للحجارة هام يمول القطاع الغربي الجزائري.